# Gnophos lequatrei
Gnophos lequatrei là một loài bướm đêm trong họ Geometridae.